# 赵元奴
趙元奴（?—?），北宋末期歌妓，宋徽宗妃嬪。

## 生平
趙元奴以開封著名歌妓著称。和李師師都被徽宗寵爱。趙元奴多被賞賜財帛，授为才人。
宋欽宗即皇帝位，以軍費为由把趙元奴的財帛全部没收。靖康元年（1126年），金軍攻陷開封。徽宗被监禁在青城，向開封府写信要求送来衣服、針線、牛羊肉、石碱等生活用品，同时要求才人趙元奴来陪伴。以後，史书没有趙元奴相关的記録。

## 邵元奴
金軍侵攻是，金兵凌辱的怀孕才人邵元奴，因发音相似，或与趙元奴为同一人物。邵元奴北迁途中与小王婕妤、婉容閻宝瑟、新王婕妤、才人周春桃、才人狄金奴一起，到达五国城，被还给昏德公（徽宗）。翌年（金太宗天会六年）二月十九日（1128年4月13日），邵元奴生下女儿。其後没有邵元奴相关記録。